# پروومایسکی (شهرستان چیشمینسکی، باشقیرستان)
پروومایسکی (انگلیسی: Pervomaysky, Chishminsky District, Republic of Bashkortostan) یک شهرک در شهرستان چیشمینسکی در استان باشقیرستان کشور روسیه است.